# 古莉娜兹·古拜杜尔丽娜
古莉娜兹·拉季科夫娜·古拜杜尔丽娜（俄語：Гульназ Радиковна Губайдуллина，羅馬化：Gulnaz Radikovna Gubaydullina，1992年2月14日—），俄罗斯女子现代五项运动员，巴什基爾裔。

## 运动生涯
古拜杜尔丽娜六岁开始在新乌连戈伊学习游泳。13岁时，她参加了地方举行的游泳跑步两项比赛，赢得金牌，之后向现代五项发展。古拜杜尔丽娜四次夺得欧洲少年、青年锦标赛冠军，在世界青年锦标赛上夺得一枚银牌。2010年夏季青年奧林匹克運動會現代五項比賽混合接力项目上夺得一枚铜牌。
2015年欧洲现代五项锦标赛上，古拜杜尔丽娜排名第四，因而赢得参加2016年夏季奧林匹克運動會的资格。2016年夏季奧林匹克運動會女子現代五項比賽的200米游泳项目上，古莉娜兹以2:07.94的成绩打破奥运会纪录，然而总成绩仅列第15位（国际现代五项联盟后来取消了中国选手陈倩的成绩，古莉娜兹的成绩变为第14名），没有夺得奖牌。
2017年在白俄罗斯明斯克举行的欧洲现代五项锦标赛上，古莉娜兹与基里尔·别利亚科夫（Кирилл Беляков）赢得了混合项目的金牌。在埃及开罗的2017年世界現代五項錦標賽上，古莉娜兹赢得女子个人项目金牌，成为继伊丽莎白·苏沃罗娃后又一位在现代五项世锦赛女子个人项目上夺冠的俄罗斯选手。